# Комар (ваздухопловна једрилица)
Комар позната међу пилотима и као Комартермик је ваздухопловна једрилица коју су конструисали пољски инж. Антони Коцјан и Аполинарy Собиерајски 1933 године.

## Намена
Као једрилица високих перформанси Комар је био намењен за тренажу и обуку пилота и једриличара у напредном летењу.

## Пројектовање и развој
Рад на пројектовању једрилице Комар је почео 1932. године а први прототип је полетео маја месеца 1933. године иако је намена ове једрилице била превасходно тренажа и обука пилота једриличара у напредном летењу. Ова једрилица је постигла и значајне спортске резултате. Више националних рекорда Пољске, Југославије и Финске је постигнуто са овом једрилицом. Нажалост једрилица није била довољно снажна па се то одразило на безбедност једриличара, па је једно време била забрањена за летење. Да би се побољшала једрилица Комар, 1936. године приступило се препројектовању (појачању структуре), тако да је већ у пролеће 1937. године први пут полетела једрилица Комар-бис која је имала нешто лошије летне карактеристике од своје претходнице али је била безбеднија. Укупно је произведено између 74 и 80 ових једрилица у Пољској. Уочи самог рата 1939. године радило се на пројекту једрилице Комар-2 али овај пројекат није реализован.
Након Другог светског рата инж А. Коцјан није могао да настави даљи рад на пројектовању једрилица пошто је 13. августа 1944. године погинуо као члан Покрета отпора Пољске. Његова жена је сачувала пројектну документацију коју је предала Институту за једриличарство (Instytut Szybownictwa (IS)) а они су наставили даље усавршавање под руководством мр.сц. инг. Мариан Василевски. Рад се састојао у томе да се побољша структура једрилице, повећа крутост крила и додате су аеродинамичне кочнице. Ова једрилица је добила назив ИС-Б Комар-48 направљено је 5 прототипова и сви су били међусобно различити. Први лет првог прототипа је обављен 16. јануара 1949. Након опитовања направљено је најповољније решење које је названо Комар-49. Први ИС-Б Комар-49 из серијске производње је полетео марта месеца 1950. године. Тестови су показали да једрилица има довољну чврстину, а да се вибрације нису јављале ни при великој ни малој брзини. Једрилица је била врло пријатна за летење и имала је веома мали радијус циркулације. Ових једрилица је направљено између 23 и 25 комада већ према различитим изворима. У односу на претходне једрилице била је безбеднија али са лошијим летним карактеристикама.

### Технички опис
Једрилица Комар је мешовите конструкције (дрво и платно) а изведена је као висококрилни моноплан. Труп јој је дрвена конструкција шестоугаоног попречног пресека обложена дрвеном лепенком. Кабина је била отворена са ветробраном од плексигласа. Једрилица је била опремљена најосновнијим инструментима за дневно летење. Као стајни трап овој једрилици је служио метални клизач причвршћен амортизерима од тврде гуме. На репу једрилице налазила се еластична дрљача.
Крило је било равно, имало је праву нападну ивицу нормалну на осу једрилице а облик крила је био трапезаст са заобљеним крајем. Нападна ивица крила је била направљена у облику кутије обложене шпер плочом а остатак крила је био обложен импрегнираним платном. Крила су косим подупирачима (упорницама) била ослоњена на труп једрилице а код типа Комар-49 била су опремљена аеродинамичким кочницама. Конструкција хоризонталног и вертикалног стабилизатора као и кормила били су изведени као и крило.

### Варијанте једрилице
- Комар — оригинални модел из 1933. године.
- Комар бис — модификовани модел из 1936. године, са појачаном структуром летелице.
- Комар-48 — модификовани модел из 1948. године, званичан назив ИС-Б Комар-48. Направљено 5 прототипова.
- Комар-49 — модификовани модел из 1949. године, производна верзија, направљено 23 или 25 једрилица.

| Техничке и летне карактеристике | Техничке и летне карактеристике | Техничке и летне карактеристике | Техничке и летне карактеристике |
| Карактеристике                  | Комар | Комар бис | Комар-49 |
| ------------------------------- | --- | --- | --- |
| Финеса                          | 1 : 20,2 при брзини 50 km/h | 1 : 20,2 при брзини 49 km/h | 1 : 19,0 при брзини 64 km/h |
| Перформансе                     | - максимална брзина 140 km/h - минимална брзина 37 km/h - мини. пропадање 0,64 m/s при брз. 46 km/h                                                                                       | - максимална брзина 140 km/h - минимална брзина 40 km/h - мини. пропадање 0,68 m/s при брз. 50 km/h                                                                                       | - максимална брзина 144 km/h - минимална брзина 44 km/h - мини. пропадање 0,8 m/s при брз. 58 km/h                                                                                        |
| Димензије                       | - размах крила 15,82m - површина крила 17,40m² - виткост 14,4 - аеропрофил крила Göttingen 535 - макс. оптерећење крила; 11,49 kg/m² - дужина трупа 6,77m - ширина трупа m - висина 1,85m | - размах крила 15,82m - површина крила 17,40m² - виткост 14,4 - аеропрофил крила Göttingen 535 - макс. оптерећење крила; 12,07 kg/m² - дужина трупа 6,87m - ширина трупа m - висина 1,80m | - размах крила 15,80m - површина крила 17,40m² - виткост 14,4 - аеропрофил крила Göttingen 535 - макс. оптерећење крила; 12,93 kg/m² - дужина трупа 6,75m - ширина трупа m - висина 1,75m |
| Маса                            | - сопствена 118 kg - носивост 82 kg - полетна 200 kg - водени баланс; нема | - сопствена 140 kg - носивост 80 kg - полетна 210 kg - водени баланс; нема | - сопствена 148 kg - носивост 89 kg - полетна 225 kg - водени баланс; има |

Напомена: наведене карактеристике односе се на модел једрилице Комар.

## Историја
Иако су пилоти одмах заволели ову једрилицу, високих перформанси, која је коришћена првенствено за тренинг и обуку пилота и једриличара у напредном летењу, на њој се догодило неколико несрећа при великој брзини, па је са њом, наводно, било забрањено летење у близини облака, и покретање авио-вучом.

## Производња и оперативно коришћење

#### Производња у Пољској
Једрилица је била најпопуларнија у Пољској, где је први пут и произведена пре Другог светског рата, и рачуна се да је направљено преко 80 примерака. Због одређених техничких недостатака, једрилица је накнадно претрпела неколико измена.

#### Производња у другим земљама
По лиценци се производила у Естонији, Југославији, Палестини, Финској, Француској и Бугарској. Финци су са њом извели лет од 60 км, над водом, а 1937. године је овој једрилицом оборен светски рекорд у дужини трајања лета.

#### Производња у Краљевини Југославији
Комaр се у Југославији производио као ИС-Б Комар. Прву једрилицу направили су чланови групе „Девети”, за напредну обуку пилота и са њом учествовање на такмичењима, високо способних једрилице. Њена израда завршена је 1936. године, да би следећа 1937. године успешно учествовала на такмичењима.
Аца Станојевић са Комаром поставља неколико рекорда у Југославији и постаје први носилац златне C једриличарске значке.
Како је интересовање за једриличарство расло појавила се потреба за њеном фабричком и масовнијом израдом. Зато је јуна 1937. године основана Једриличарска задруга „Утва с.о.ј”, у којој је почела серијска производња једрилице Комар (са неким изменама), под називом Комар бис, за једриличарске групе у Југославији.
Са овом једрилицом(YU-СЛОВЕН) Једриличарска Група „Девети” учествовала је у првој међународној изложби у Београду 1938. године.
Команда ваздухопловства наручила је израду 10 Комар бис марта 1940 године (за укупну суму од 472.230 динара). До почетка рата војсци нису испоручене све наручене једрилице.
У току израде једрилица је постала застарела, јер су се појавиле нове са високим способностима. Ипак, аероклубови у Краљевини Југославији су је користили све до 1941. године, а неколико њих је и за време Другог светског рата користило ваздухопловство Независне Државе Хрватске на аеродромима Босне и Хрватске.

#### Преглед једрилица Комар у Краљевини Југославији
Србија
- Комар YU-Београд — изграђен 1935. за ЈГ Девети, да би учествовала исте године, као једини учесник из Југославије, на такмичењу у Швајцарској
- Комар YU—Словен — изграђен 1936. за ЈГ Девети. Са њом и YU -Београд учествовано је на такмичењу у Чешкој. Тада је Аца Станојевић освојио прво место у дисциплини најдужи лет. Исти пилот је нешто касније освојио и прво златно C у Југославији.
- Комар БИС YU-Чегар — припадао је Обласном Одбору Ниш
- Комар БИС YU-Јеленка — припадао је Команди ВВ Вршац регистрована 1938.
- Комар БИС YU-Комарац — припадао је Команди ВВ Вршац регистрована 1938.
- Комар БИС YU-Вилин коњиц — припадао је Команди ВВ Вршац регистрована 1938.
- Комар БИС YU-ВАБ, YU-ВАЕ, YU-ВАФ, YU-ВБК припадали су Једриличарском центру Вршац.

Македонија
- Комар БИС YU-Бабуна — припадао је Обласном Одбору Скопље
- Комар YU-Добро Поље — припадао је Обласном Одбору Скопље

Словенија
- Комар БИС YU-Мејаш — припадао је једриличарској групи "Марибор I "

#### ФНР Југославија
Неколико једрилица које су „преживеле” Други светски рат, коришћено је и у послератним годинама, све до 1950. године када је овај модел једрилице коначно повучен из употребе.

## Сачувани примерци
Једрилица ИС-Б Комар-48 регистарски број СП-985 чува се у Пољском музеју ваздухопловства у Кракову (пољ. Muzeum Lotnictwa Polskiego w Krakowie).

## Земље које су користиле ову једрилицу
| - Пољска - Краљевина Југославија - ФНР Југославија - САД - Естонија - Палестина | - Финска - Француска - Бугарска - НДХ - Трећи рајх - Словачка |